# Euchar Albrecht Schmid
Euchar Albrecht Schmid (29. srpna 1884, Gemünden am Main – 15. července 1951, Bad Liebenstein) byl německý právník, spisovatel a nakladatel, spoluzakladatel a výhradní jednatel (generální ředitel) nakladatelství Karl-May-Verlag zaměřeného především na vydávání děl německého spisovatele Karla Maye.

## Život
Vyrůstal v Bamberku, kde roku 1903 vystudoval gymnázium. Pak studoval filosofii a právo v Mnichově a v Erlangenu a roku 1907 získal doktorát. Dlouhodobě byl zaměstnán v pojišťovně Stuttgarter Versicherungsverein ve Stuttgartu. Již od roku 1906 velice obdivoval Karla Maye a po vzájemné korespondenci došlo v letech 1910–1911 k několika setkáním, na kterých May vyjádřil přání, aby se Schmid stal jeho vydavatelem.
Po Mayově smrti založil roku 1913 v Radebeulu společně s vdovou po Karlu Mayovi Klárou Mayovou, vlastnící autorská práva na Mayovo dílo, a s dosavadním Mayovým vydavatelem Friedrichem Ernstem Fehsenfeldem nakladatelství Karl-May-Verlag a stal se jeho výhradním jednatelem. Podařilo se mu shromáždit po různých nakladatelstvích roztroušená vydavatelská práva na Mayovy knihy a nakladatelství začalo vydávat Sebrané spisy Karla Maye. Zasadil se o to, aby Mayova díla byla upravována, aby byla zajištěna jejich větší čtivost. Sám tyto úpravy prováděl a k jeho spolupracovníkům patřil zejména katolický kněz Franz Kandolf. Zjednodušené texty pravděpodobně přispěly ke stále trvajícímu úspěchu Mayových děl, nakladatelství získalo postupně velkou čtenářskou obec a již roku 1920 byla díla Karla Maye populárnější než kdy jindy.
Po smrti spisovatele Roberta Krafta získal Schmid všechna práva na Kraftova díla a vydával je ve vydavatelství Haupt & Hammon.
Roku 1921 se Schmid oženil se svou spolupracovnicí Katharinou Barthelovou, se kterou měl čtyři syny: Joachima (1921–2003), Wolfganga (1924–1945), Lothara (*1928) a Rolanda (1930–1990).
Jako spisovatel patří Schmid k jedním z prvních autorů biografií Karla Maye. Upravoval Mayova díla pro vydání a napsal také celou řadu esejů.
Zemřel roku 1951 během pobytu v lázních Bad Liebenstein v Durynsku. Jeho hrob je na hřbitově v Radebeulu. Po jeho smrti převzali nakladatelství jeho tři přeživší synové a dnes je vede jeho vnuk a Lotharův syn Bernhard (*1962).

## Vlastní dílo (výběr)
- Karl May's literarischer Nachlaß (1912, Literární odkaz Karla Maye)
- Eine Lanze für Karl May (1918).
- Die Lieferungsromane Karl Mays (1926, Kolportážní romány Karla Maye).
- Der unterirdische Gang (1935).

## Česká vydání
Česky vyšla Schmidova esej Smrt a odkaz Karla Maye (Tod und Nachlaß) v překladu Jiřího Stacha jako součást vydání knihy Karla Maye Já, náčelník Apačů, Olympia, Praha 1992